# Szczyrk
Szczyrk (udtale: [ʂt͡ʂɨrk], tysk: Schirk)   er en by i den sydligste  del af  voivodskabet Schlesien i  det sydlige Polen. Byen   har 5.496(2021) indbyggere og et areal på  39,07   km², og er en del af  powiatet Bielsko. 

## Turisme og geografi
Szczyrk ligger i bjergkæden Schlesiske Beskider, er et populært vintersport-center med over 60 km pister, der betjenes af 30 skilifte. Polens Vinter-OL atleter  træner i Szczyrk til begivenheder som skiløb og skihop.
De to bjergkæder, der omgiver dalen, er domineret af toppene af Skrzyczne (1.257 moh.) og Klimczok (1.117 moh.) , begge af stor interesse for turister, da de har en imponerende udsigt fra begge toppe. Desuden er begge tinder tilgængelige for de fleste på én dags vandring via turistruterne. Skrzyczne er også tilgængelig via en stolelift.
Vest for Szczyrk ligger byen Wisła, en by, hvor  kilden til Wisła (Vistula)-floden findes ved  bjerget Barania Góra.

## Galleri
- Torv i centrum
- Bypanorama
- Skilift
- Skihopbakke i Szczyrk